# Dobrești (Argeș)
Dobrești is een Roemeense gemeente in het district Argeș.
Dobrești telt 1795 inwoners.